# NGC 100
NGC 100은 물고기자리 방향에 있는 나선 은하이다.

## 발견 및 역사
NGC 100은 루이스 스위프트가 1885년 11월 10일에 발견한 나선 은하이다.

## 거리 및 직경
이 은하는 약 4,000만 광년 떨어져 있으며, 직경은 약 7만 광년으로 추정된다.

## 형태
NGC 100은 길쭉한 형태로, 전체 크기에 비해 핵이 매우 작은 것이 특징이다. 이러한 은하들은 때때로 슈퍼씬[1] 은하로 불리기도 한다.

## 같이 보기
- NGC 1 ~ 999 목록
- 물고기자리